# Темирова, Алтынай Эгембердиева
Алтынай Темирова (кирг. Алтынай Темирова; род. 17 ноября 1960, село Жерге-Тал, долина Аксы) — киргизская поэтесса, драматург, сценарист и переводчик.

## Биография
В 1983 году участвовала в 1-м Республиканском семинаре молодых писателей и поэтов. В 1990 году окончила Литературный институт имени А. М. Горького.
С 1990 года работала редактором в издательстве «Адабият», с 1992 — редактором, старшим редактором в Гостелерадио Кыргызстана. С 2002 года заведовала литературной частью Киргизского академического драматического театра имени Т. Абдумомунова.
В 2007—2011 годы — главный редактор киностудии «Киргизфильм» им. Т. Океева, затем — журналист-корреспондент газеты «Де-Факто», журналист радио «Азаттык» (с 2013).
Состоит членом Союза писателей Кыргызстана (с 1991 года), ПЕН-клуба (с 2000), Ассамблеи деятелей культуры Кыргызстана (с 2003). В 2005 году участвовала в Международном конгрессе писателей Азии, Европы и Америки (Хельсинки, Лахти), проводимом ПЕН-клубом.

## Творчество
Печатается в альманахах и журналах на русском, кыргызском и английском языках в Кыргызстане, а также в Москве, на Алтае, в Синьцзяне (Китай), в Алма-Ате; некоторые произведения опубликованы на хинди в Индии и на финском языке в Финляндии.
поэзия
В 1989 опубликовала поэтический сборник «Бурганак», в 2003 — «Избранное» (1-й том, на кыргызском и русском языках).
проза
пьесы
- 1994 — «Генийдин уру» (1-место в республиканском конкурсе драматургов); поставлена в Джалал-Абадском театре им. Барпы и на международном театральном фестивале «Нооруз» (Гран-при — Лучший спектакль года)
- 1998 — «Тенирдин оту» (Божий огонь); удостоена 1-го места в литературном конкурсе международного фонда «Хелветас»; в 2003 поставлена в телетеатре «Учур»; номинация «За лучшую женскую роль» на 1-м региональном Театральном фестивале (2005)
- 2007 — «Сынык асман»; победитель конкурса драматургов (2007); поставлена в Киргизском академическом драматическом театре имени Т. Абдумомунова (2010)
- 2012 — «Красный шаман или люди без ангелов» (в 2014 опубликована в журнале «Полярная Звезда» Республики Саха — Якутия)

переводы
- 1999 — художественный перевод «Пиковой дамы» А. С. Пушкина (1-е место конкурса международного фонда Сороса)
- 2002 — М. Шаханов, «Заблуждение цивилизации»
- 2004 — Елен Елимжан, «Жануран» (пьеса); поставлена в телетеатре «Учур»
- 2005 — Морис Метерлинк, «Слепые» (пьеса); поставлена в телетеатре «Учур»
- 2012 — Эсхил, «Персы» (пьеса); поставлена в Ошском драматический театр имени С. Ибраимова

сценарии
- 2007 «Тапан» (4-серийная комедия) — телевидение Кыргызстана
- 2008 «Когда падают горы» («Прощание с Ч. Айтматовым»; документальный фильм-реквием) — показан по всем телеканалам Кыргызстана, на телеканале «Мир» (Россия) и по зарубежным каналам
- 2008 «Кадыржан» (документальный; о первом кинооператоре и мастере киноискусства К. Кыдыралиеве) фильм получил Гран-при на «Иссык-Кульском кинофестивале — 2008»
- 2012 «Улуттун улуу гвардиясы» (документальный) — режиссёр, сценарист

## Награды и признание
- 1994 Литературная премия Министерства культуры Кыргызстана фонда им. Барпы Алыкулова[1] — за пьесу «Генийдин уру»
- 1998—1999 Стипендиат фонда Сороса и фонда «Хелветас» (Швейцария)
- 2010 Премия им. Т. Абдымомунова Министерства культуры Кыргызстана — лучшему драматургу[1]
- 2012 Лауреат международного конкурса тюркоязычных народов «Ак Торна-II»[6][7]
- 2012 Диплом Х международного литературного фестиваля тюркоязычных народов
- 2022 Почётная грамота Кыргызской Республики — за существенный вклад в развитие социально-экономического, интеллектуального и культурного потенциала Кыргызской Республики, большие достижения в профессиональной деятельности, а также в связи с Днём независимости Кыргызской Республики[8]

В 2008 году внесена в энциклопедический словарь писателей Кыргызстана, выпущенный Государственной патентной службой Кыргызстана.